# Alstroemeria apertiflora
Alstroemeria apertiflora är en alströmeriaväxtart som beskrevs av John Gilbert Baker. Alstroemeria apertiflora ingår i släktet alströmerior, och familjen alströmeriaväxter. Inga underarter finns listade i Catalogue of Life.